# Front Nacional d'Alliberament de l'Ogaden

Bandera

El Front Nacional d'Alliberament de l'Ogaden (FNAO) (amhàric: ኦጋደን፡ ብሔራዊ፡፡ነጽነት፡ግንባር; somali: Jabhadda Wadaniga Xoreynta Ogaadeenya, JWXO) és un moviment polític i militar somali d'Etiòpia que lluita per la independència de la regió d'Ogaden (amb el nom d'Ogadènia). La majoria dels seus membres pertanyen al clan somali dels ogadenis del gran grup darod. La seva branca militar és l'Exèrcit Nacional d'Alliberament de l'Ogaden. Els observadors pensen que el Comitè de Drets Humans de l'Ogaden, fundat el 1995, està controlat pel Front i és la seva ala diplomàtica. El govern etíop el considera organització terrorista, però no ha estat inclosa a altres llistes.

## Història

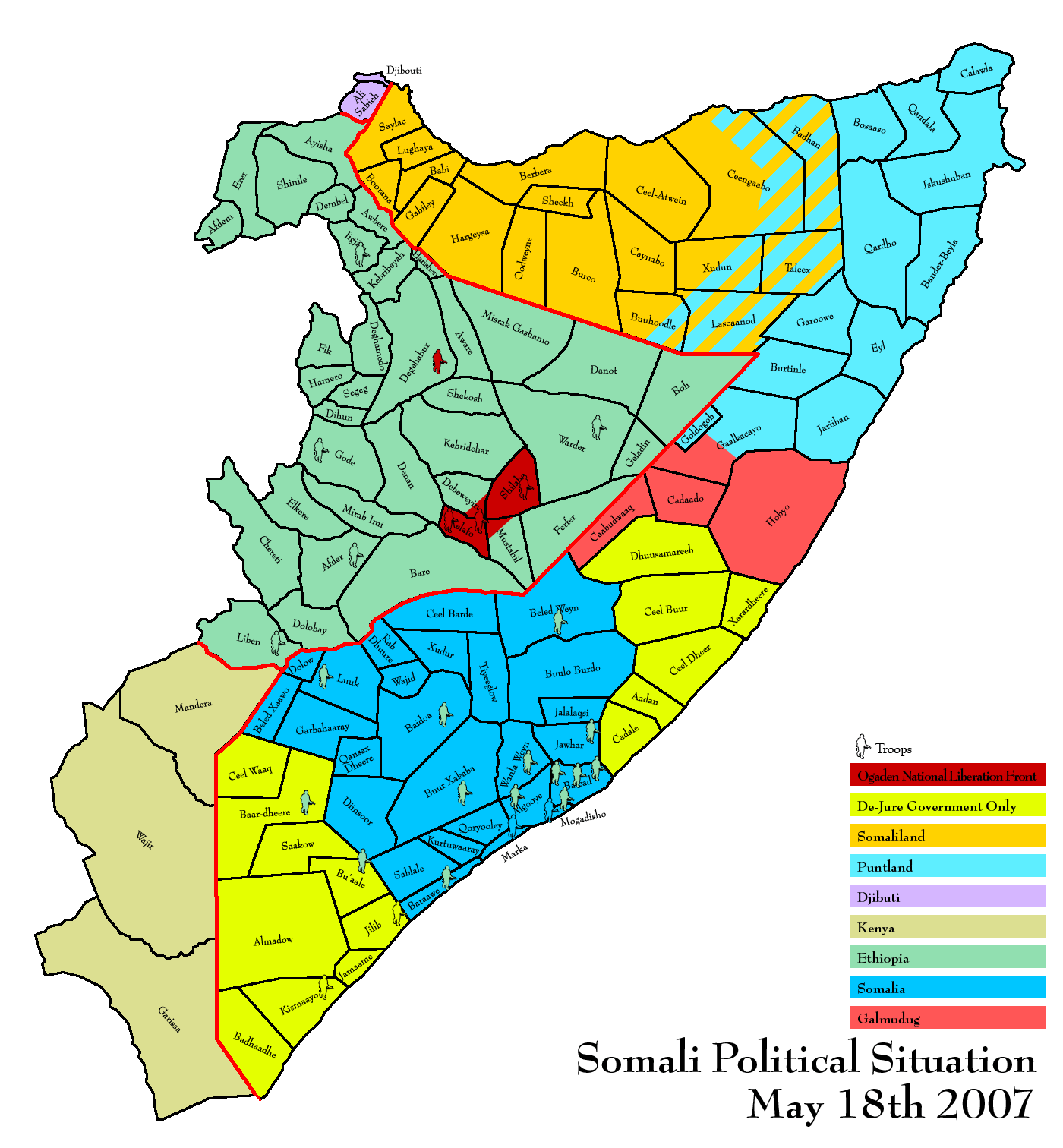
Territoris habitats per somalis i àrea d'operacions el 2007 (en vermell dins el verd d'Etiòpia)

El Front Nacional d'Alliberament de l'Ogaden fou fundat el 15 d'agost de 1984, amb quarters a Kuwait. El van fundar el grup dels sis, antics membres dissidents del Front d'Alliberament de Somàlia Occidental: Abdirahman Mahdi, president de la Unió de la Joventut del Moviment d'Alliberament de Somàlia Occidental, Mohamed Ismail Omar, Sheikh Ibrahim Abdalla Mohamed, Abdi Ibrahim Ghehleh, Abdirahman Yusuf Magan i Abdullahi Muhumed Sa'di. El seu líder actual és Mohamed O. Osman elegit a la convenció nacional de 1998. Els seus membres foren reclutats entre els militants del Front d'Alliberament de Somàlia Occidental.
El 1988 va iniciar les seves accions armades a l'interior coincidint amb el final del suport logístic de Somàlia al Front d'Alliberament de Somàlia Occidental, els membres del qual foren integrats a l'Exèrcit Nacional de Somàlia. A diferència d'altres grups no va formar aliança amb el Front Popular d'Alliberament de Tigre, la guerrilla nacionalista del després primer ministre etíop Meles Zenawi, que llavors estava sota influència del Front Popular d'Alliberament d'Eritrea.
El 1991 havia consolidat les seves posicions a Etiòpia quan va caure el règim de Menguistu Haile Mariam, substituït per una coalició de partits liderada pel Front Popular d'Alliberament de Tigre. El desembre del 1992, a les eleccions del districte Cinquè, embrió de la nova Regió Somali a Etiòpia, va obtenir una majoria del 80% dels escons al parlament regional (l'únic partit no aliat al Front Popular d'Alliberament de Tigre que va guanyar les eleccions); va nomenar al president i vicepresident del territori i al govern interí, continuant al govern fins al final del període de transició, però sense deixar de reclamar la independència. A les noves eleccions el Partit Popular Democràtic Somali va guanyar la majoria, i el FNAO fou expulsat del govern. El 1995 el FNAO va reprendre la lluita armada; durant els següents anys la forta presència militar etíop a l'Ogaden ha anat acompanyada d'informes sobre violacions dels drets humans per les dues parts, que han estat difícils de confirmar a causa del tancament de la regió als observadors independents
El FNAO va acusar al govern de suprimir als seus membres, mentre el govern acusava al Front de matar polítics i caps locals. El Comitè de Drets Humans de l'Ogaden va acusar repetidament al govern.
El 2005 Etiòpia va proposar converses de pau, que foren acceptades pel FNAO si es feien en un país neutral amb un arbrit neutral de la comunitat internacional, però finalment els etíops no hi van assistir. El 22 de maig del 2006 va ingressar a l'Aliança per la Llibertat i la Democràcia amb el Front d'Alliberament Oromo, el Front d'Alliberament Sidama, una coalició de partits regionals anomenada Forces Democràtiques Unides d'Etiòpia (que després va sortir de l'aliança) i una coalició de partits amhares (Coalició per la Unitat i la Democràcia) que havia guanyat les eleccions del 2005 i havia estat declarat il·legal.
El 2006 el Front va informar que la companyia petroliera malaia Petronas, que feia prospeccions a la regió, estava entre els seus objectius. El desenvolupament de la regió ha estat moderat, i quasi inexistent a les àrees on opera el Front; el govern etíop o justifica pel cost que li suposa la presència militar, però diu que tot i així inverteix més del que rep, degut a les poques taxes pagades pels habitants, de majoria nòmades.

El 12 d'agost del 2006 tretze membre del FNAO foren mort i alguns caps capturats quan creuaven la frontera de Somàlia cap a Etiòpia, La ONLF va repudiar aquesta reclamació, afirmant que es tenia la intenció de tranquil·litzar potencials empreses de prospecció petroliera de Malàisia i la Xina que Etiòpia està en el control del territori d'Ogaden.

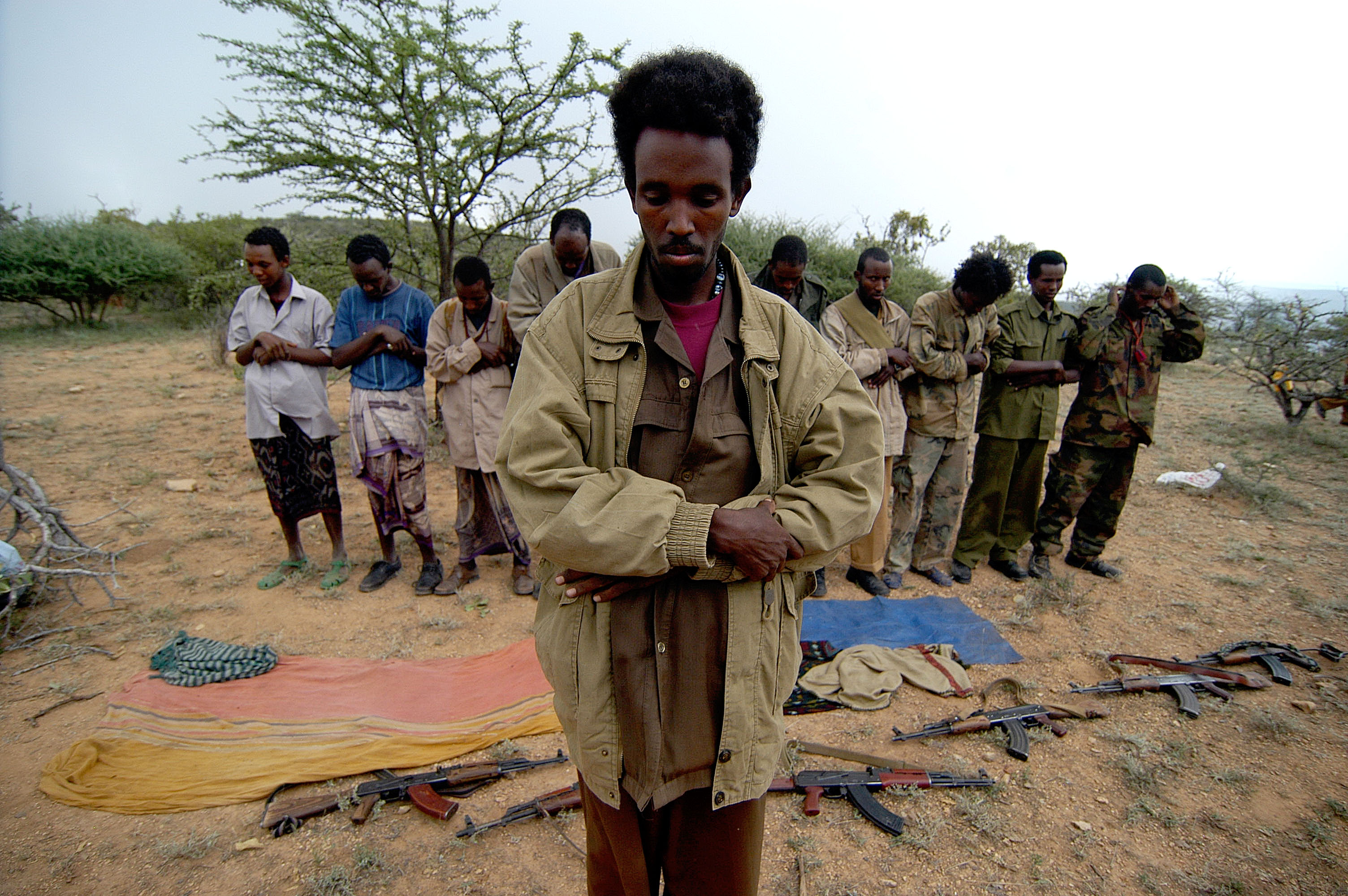
Pregària diaria de membres del FNAO

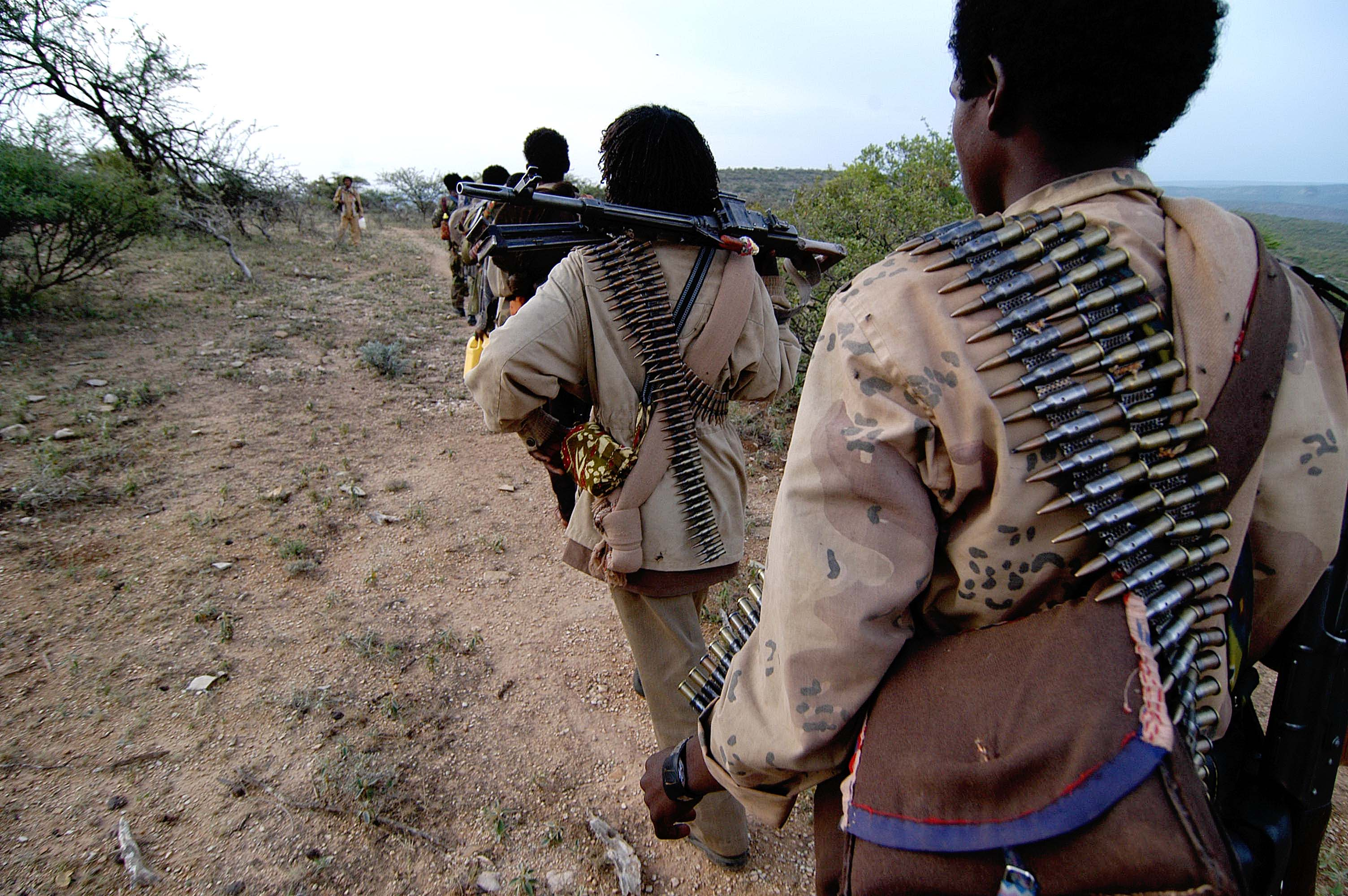
Soldats del FNAO

La intervenció etíop a Somàlia (finals del 2006) va coincidir amb una pujada de l'escalada bèl·lica a l'Ogaden.. El FNAO va advertir el 28 de novembre del 2006 que no permetiria als etíops atacar Somàlia des del seu territori. El 23 de desembre el FNAO va atacar una columna etíop que anava cap a Somàlia prop de Baraajisale, destruint segons el seu comunicat 4 dels 20 vehicles i fent recular al comboi. Aquest atac no va poder ser confirmat de fonts independents. El 10 de gener del 2007 el FNAO va condemnar la invasió etíop de Somàlia, que tenia el suport del Govern Federal de Transició.
A partir de llavors (gener del 2007) els atacs a representants de l'administració regional i local i a combois militars a la regió Somali es van incrementar. El 15 de gener el FNAO va atacar als etíops a Kebri Dahar, Gerbo i Fiq, morint 5 soldats etíops i un guerriller. Garbo Wereda, al districte de Fiiq, fou atacada i van morir 5 oficials que es van negar a entregar les armes; una setmana després el FNAO va atacar l'estació de policia de Gunagada al districte de Dhagahbur, i van morir 25 persones incloent el cap de seguretat; alguns oficials foren segrestats, incloent el comissionat de la policia local, que segons altres detinguts alliberats, fou després executat.
El 24 d'abril del 2007 el FNAO van atacar un camp petrolier dels xinesos a la regió Somali, a Abole, matant a uns 65 etíops (la meitat treballadors però també guàrdies i directius) i 9 xinesos. El camp fou destruït completament; aquest fou l'atac més mortífer del FNAO. Set treballadors xinesos segrestat foren alliberats el 29 d'abril i entregats a la Creu Roja, junt amb un treballador somali i un etíop. Les operacions d'explotació van quedar suspeses. El 27 d'abril el govern etíop va informar que una persona havia mort en explotar una bomba en un funeral d'una de les víctimes de l'atac. El FNAO s'oposava a l'explotació dels recursos naturals de l'Ogaden per part del govern etíop.
El 28 de maig del 2007 es va produir l'atac a dues reunions a Jijiga (d'estudiants d'escola mitjana) i Degehabur (per la festa nacional) amb granades de mà, i van morir 17 persones, i dotzenes foren ferits incloent tres artistes i el president de la regió Somali Abdulahi Hassan Mohammed que assistia a l'estadi a la cerimònia de la festa nacional. El FNAO va rebutjar la seva participació en els fets. La bomba va provocar una allau de gent a l'estadi que va provocar la mort d'uns sis nens. però no és clar si no hi va participar realment o va rebutjar la participació per haver mort uns quants civils. Etiòpia va acusar al FNAO i a Eritrea que li donaria suport. Alguns morts eren somalis oposats al FNAO.
Un altre atac es va produir a Dobaweyn Woreda al districte de Korahe, que va deixar 10 morts civil incloent dos mestres d'escola i una dona embarassada Un nou atac a la població de Shilavo va deixar cinc civils morts. Una mina posada prop d'Aware al districte de Dagahbour, va explotar matant tres civils que viatjaven en automòbil. Una unitat del FANO es va enfrontar al districte de Lahelow, prop de la frontera amb Somàlia amb membres del sub clan ismail gumadle, 12 dels quals van morir. Fins al novembre havien mort uns 200 civils.

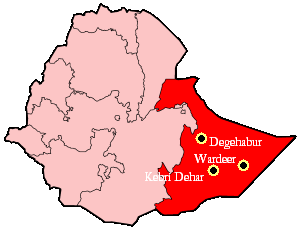
Etiòpia, Regió Somali i principals punts de conflicte

El 9 de juny de 2007 Meles Zenawi va anunciar una ofensiva a gran escala per reprimir la revolta i va iniciar l'enviament de reforços a la regió. Des de juny fins a setembre de 2007, la campanya contra els insurgents va arribar al seu màxim. Aquest període es va caracteritzar per l'ús sistemàtic d'estratègies abusives per part dels militars. A partir de setembre de 2007, l'estratègia del govern etíop va variar, passant de l'ús directe de forces militars a un augment progressiu del reclutament forçós i el desplegament de milicians locals.
Les principals operacions es van centrar entorn de les poblacions de Degehabur, Kebri Dahar, Werder i Shilavo, àrees especialment favorables al FNAO.
Segons l'Observatori dels Drets Humans (Human Rights Watch, HRW) es van cometre nombrosos abusos, la majoria per part dels militars; centenars de civils foren morts i milers van fugir, però les dades exactes no són conegudes, ja que l'accés a l'àrea està restringit als grups humanitaris i periodistes. Els informes de pobles cremats i trasllats van disminuir el 2008
Segons el Chicago Tribune hi havia nombroses acusacions contra Etiòpia (aliat dels Estats Units a la Banya d'Àfrica) el 2007 de cremar pobles, expulsar a nòmades de les seves terres, impedir l'arribada d'aliments i ajut, i en general una campanya de càstig col·lectiu contra la població somali a l'Ogaden. Les Nacions Unides va informar que els aliments no havien estat bloquejats i que la distribució es feia correctament; no obstant el comerç a la regió havia quedat alterat per les operacions militars i això podria portar a una crisi humanitària. Una visita de periodistes occidentals a la regió va confirmar alguna violació dels drets humans, en concret Nesweeek va informar de la crema d'un llogaret al sud-est de Degahbur, una petita població i mercat, sota l'acusació de simpatitzar amb el FNAO i que es van produir crims (alguns foren penjats als arbres i altres morts per diferents sistemes) i tortures.

### Ogadeni, Ogaden, Ogadènia
Els combatents del FNAO són reclutats en la seva immensa majoria entre el sub clan dels ogadenis que forma la meitat de la població de la regió. Els ogadenis han donat nom a la regió, però hi viuen altres sub clans de vegades hostils als ogadenis. El govern etíop ha explotat aquestes rivalitats armant les milícies somalis locals per combatre l'ONLF.
La moderna regió Somali rebia anteriorment el nom d'Ogaden, que s'aplicaria ara a la regió històrica amb límits similars a la regió Somali.
El nom Ogadènia és l'escollit pel FNAO i altres grups per un estat independent en el territori de la regió Somali, nom que no agrada a altres clans; cap altre nom s'ha proposat